# STS-101
«Атлантис» STS-101 — третий полёт шаттла по программе Международной космической станции. Основной задачей миссии была доставка на орбиту расходуемых материалов и оборудования и ремонт электро оборудования модуля «Заря». Материалы и оборудование, доставляемое на станцию, было размещено в двойном транспортном модуле «Спейсхэб», который располагался в грузовом отсеке шаттла.
Проблемы с российской ракетой-носителем «Протон» не позволили вовремя вывести на орбиту служебный модуль «Звезда». Модуль «Заря», который с ноября 1998 года находился в космосе, имел ресурс автономного полёта до марта 2000 года. В это время станция состояла из модуля «Заря» и модуля «Юнити». В это время самой ранней датой запуска модуля «Звезда» считался июнь, но более реальной датой запуска были июль или август. Полёт STS-101 планировался из расчёта, что модуль «Звезда» был бы уже в космосе и экипаж должен был бы провести обслуживание модуля «Заря» и привести в рабочее состояние модуль «Звезда». Когда в ноябре 1998 года на орбиту был выведен модуль «Заря», все были уверены, что до марта 2000 года (гарантированный срок функционирования аккумуляторных батарей модуля «Заря») модуль «Звезда» будет на орбите в любом случае. Но проблемы с финансированием и авария ракеты-носителя «Протон» привели к непредвиденным задержкам. Так как запуск модуля «Звезда» задерживался, НАСА приняло решение вместо одного полёта выполнить два полёта «Атлантис» STS-101 и «Атлантис» STS-106. Во время полёта STS-101 выполнить обслуживание модуля «Заря», а во время полёта STS-106 продолжить работы с модулями «Заря» и «Звезда».
К этому времени в модуле «Заря» в рабочем состоянии находились четыре из шести аккумуляторных батарей. Экипаж шаттла «Атлантис» STS-101 должен был заменить вышедшие из строя аккумуляторные батареи модуля «Заря», а также установить оборудование для перезарядки батарей, установить датчики задымления, газоанализаторы и системы связи. Во время выхода в открытый космос, астронавты должны были переместить кран «Стрела» с модуля «Заря» и временно закрепить его на модуле «Юнити», так как существовала опасность, что кран мог стать помехой при стыковке модуля «Звезда» с модулем «Заря».

## Экипаж
- Джеймс Холселл (James D. Halsell, 5-й космический полёт), командир экипажа
- Скотт Хоровиц (Scott J. Horowitz, 3-й космический полёт), пилот
- Мэри Уэбер (Mary Ellen Weber, 2), специалист полёта 1
- Джеффри Уильямс (Jeffry N. Williams, 1), специалист полёта 2
- Джеймс Восс (James S. Voss, 4), специалист полёта 3
- Сьюзан Хелмс (Susan J. Helms, 4), специалист полёта 4
- Юрий Усачёв (Россия, 3), специалист полёта 5

Экипаж состоит из опытных астронавтов, только один новичок космических полётов — Джеффри Уильямс.

## Выходы в открытый космос
- Выход 1 —  Восс и Уильямс
- Цель: установка крана «Стрела», установка поручней, замена антенны
- Начало: 22 мая 2000 — 01:48 UTC
- Окончание: 22 мая — 08:32 UTC
- Продолжительность: 6 часов 44 минуты

Это 5-й выход в космос связанный с МКС, 5-й выход по американской программе связанный с МКС. Это 2-й выход в космос Джеймса Восса и 1-й выход Джеффри Уильямса.

## Подготовка к полёту
29 октября 1999 года руководство НАСА объявило, что шаттл «Атлантис» STS-101 отправится в космос не ранее 16 марта 2000 года.
27 января 2000 года старт шаттла «Атлантис» STS-101 был перенесен на 13 апреля 2000 года.
18 февраля 2000 года был утверждён окончательный состав экипажа шаттла: Джеймс Халселл (командир), Скотт Хоровиц (пилот), Мари Уэбер, Джеффри Уильямс, Джеймс Восс, Сьюзан Хелмс и Юрий Усачев. Ранее входившие в экипаж Эдвард Лу, Юрий Маленченко и Борис Моруков были переведены в экипаж шаттла «Атлантис» STS-106.
13 марта 2000 года старт шаттла «Атлантис» STS-101 был перенесен на 17 апреля 2000 года.
23 марта 2000 года старт шаттла «Атлантис» STS-101 был перенесен на 18 апреля 2000 года.
25 март 2000 года шаттл «Атлантис» был вывезен из здания вертикальной сборки на стартовую площадку 39А.
29 марта 2000 года старт шаттла «Атлантис» STS-101 был назначен на 20 часов 15 минут 24 апреля 2000 года. Стыковка с МКС 26 апреля. Возвращение на Землю 4 мая.
21 апреля экипаж шаттла прибыл на космодром на мысе Канаверал.
24 апреля в 18 часов 4 минуты астронавты заняли свои места в кабине шаттла, и люк за ними был закрыт. В 20 часов 7 минут, за 8 минут до пуска, старт был отменён из-за ветра, скорость которого превысила допустимую норму. Старт был перенесён на сутки и назначен на 19 часов 52 минуты 25 апреля.
25 апреля в 18 часов 18 минут (приблизительно за полтора часа до назначенного времени старта) старт вновь из-за сильного ветра был отменён и перенесён на 19 часов 29 минут 26 апреля.
26 апреля за девять минут до назначенного времени (19 часов 29 минут) третья попытка старта шаттла была отменена. Причиной отмены стали плохие погодные условия в Европе, в районе аэродромов аварийной посадки в Сарагосе (Испания), в Мороне (Испания) и Бен Гурире (Марокко).
Старт «Атлантиса» состоится не раньше 11 мая.
5 мая старт шаттла «Атлантис» был назначен на 18 мая в 10 часов 38 минут.
15 мая экипаж шаттла прибыл на космодром.
16 мая старт шаттла «Атлантис» STS-101 был перенесён с 18 мая на 19 мая в 10 часов 11 минут.
19 мая 2000 года в 10 часов 11 минут шаттл «Атлантис» STS-101 успешно стартовал.

## Полёт

### 19 мая (Старт и первый день полёта)
После нескольких задержек, 19 мая в 10 часов 11 минут по Гринвичу «Атлантис» STS-101 успешно стартовал с космодрома мыса Канаверал. Шаттл был направлен к Международной космической станции, которая в то это время была ещё необитаемой, и которая в момент старта «Атлантиса» находилась над Украиной. Этот 21-й космический полёт шаттла «Атлантис» был его первым полётом после капитальной плановой модернизации, которая с 1997 года продолжалась почти три года.
После первой коррекции параметры орбиты шаттла составляли 320×200 км (201×124 мили), наклонение 51,6°. После выхода на орбиту был открыт грузовой отсек шаттла. Через пять часов после старта, в 15 часов 11 минут, экипаж отправился ко сну, чтобы пробудиться в 23 часа 11 минут и начать первый полный день в космосе.

### 20 мая (второй день полёта)
Подъём ото сна в 23 часа 11 минут 19 мая.
Астронавты занимались проверкой систем шаттла, подготовкой к стыковке с МКС и подготовкой к выходу в открытый космос, который состоялся в ночь с 20 на 21 мая. Выходящие астронавты — Уильямс и Восс. Астронавты Халселл и Уэбер проверяли работоспособность робота-манипулятора шаттла.
В 24 часа параметры орбиты шаттла составляли 320×160 км (199 × 98 мили). «Атлантис» находился на расстоянии 4350 км (2700 мили) позади МКС и приближался к станции на 880 км (546 миль) за каждый оборот вокруг Земли (~ 90 минут).
Отход экипажа ко сну в 13 часов 11 минут 20 мая.

### 21 мая (третий день полёта)
С 21 часа 11 минут 20 мая до 13 часов 11 минут 21 мая.
21 мая в 4 часа 31 минуту шаттл «Атлантис» пристыковался к Международной космической станции. Люк между шаттлом и МКС был открыт через сутки — 22 мая. До открытия люка в станцию, состоялся выход в открытый космос.
К выходу в открытый космос готовились астронавты Восс и Уильямс. Давление в кабине шаттла было снижено с 1 атм (14,7 фунтов на квадратный дюйм) (нормальное атмосферное давление) до 0,7 атм (10,2 фунтов на квадратный дюйм), которое соответствует давлению на высоте около 3000 метров над уровнем океана (10000 футов). Это делается для того, чтобы помочь астронавтам готовящемся к выходу в открытый космос привыкнуть к пониженному давлению и избежать кессонной болезни. При выходе в открытый космос внутри скафандра создаётся атмосфера из чистого кислорода, давление внутри скафандра составляет 0,3 атм (4,2 фунтов на квадратный дюйм).
Выход должен был начаться в 3 часа 31 минуту (22 мая) и закончиться в 9 часов 01 минуту.
Параметры орбиты МКС и шаттла составляли 340×330 км (209×203 мили), период обращения — 91 минута.

### 22 мая (четвёртый день полёта)
С 21 часа 11 минут 21 мая по 13 часов 22 мая.
Астронавты Джеймс Восс и Джеффри Уильямс работали в открытом космосе. Выход начался раньше, чем планировалось — в 1 час 48 минут (22 мая). Астронавты закрепили на внешней поверхности станции американский кран, завершили установку российского крана «Стрела», заменили вышедшую из строя антенну системы коммуникации и установили на внешней поверхности станции несколько поручней. Эти поручни будут использоваться астронавтами для перемещения по внешней поверхности станции, при последующих выходах в открытый космос.
Выход в космос продолжался 6 часов 44 минуты и закончился в 8 часов 32 минуты. Астронавтам, находящимся вне корабля, ассистировал Скотт Хоровиц, роботом-манипулятором шаттла управляла Мари Уэбер.
Этот выход был 85-м в истории американской космонавтики, 49-й выход из Спейс шаттла и 5-м выходом, связанным с МКС.
Экипаж готовился к открытию люка и перехода в МКС.

### 23 мая (пятый день полёта)
С 20 часов 56 минут 22 мая до 12 часов 41 минуты 23 мая.
Астронавты начали открывать люки в МКС. Им предстояло открыть пять люков. Весь процесс продолжался около часа. Первым открывался люк между шаттлом и стыковочным адаптером 2, затем между стыковочным адаптером 2 и модулем «Юнити», между модулем «Юнити» и стыковочным адаптером 1, между стыковочным адаптером 1 и модулем «Заря», люк в кормовом отсеке модуле «Заря».
Первыми осуществили вход в станцию Юрий Усачев и Сьюзан Хелмс. Им была предоставлена возможность первыми осмотреть место их будущей многомесячной работы. Юрий Усачев, Сьюзан Хелмс и Джеймс Восс составили второй долговременный экипаж МКС.
В 0 часов 3 минуты (23 мая) был открыт первый люк. Через полчаса был открыт второй люк, и астронавты Хелмс и Усачев вошли в модуль «Юнити». К ним присоединился Джеймс Восс. В 0 часов 53 минуты Хелмс и Усачев вошли в модуль «Заря». Последний люк был открыт в 0:58 минут.
Астронавты провели контроль состава воздуха в станции, концентрацию углекислого газа и системы вентиляции. Все параметры были в норме.
После входа в станцию, астронавты приступили к работе. Усачев и Хелмс заменили две вышедшие из строя аккумуляторные батареи и связанные с ними электронные системы управления в модуле «Заря». Ещё две батареи были заменены в последующие дни. Астронавты заменили три старых огнетушителя тремя свежими. Затем астронавты занимались ремонтом систем коммуникации в модуле «Юнити».
Также в этот день астронавты начали переносить из шаттла доставленные на станцию материалы и оборудование.

### 24 мая (шестой день полёта)
С 20 часов 41 минуты 23 мая до 12 часов 11 минут 24 мая.
Астронавты продолжили перенос материалов и оборудования на станцию. В общей сложности им предстояло переместить более 1,5 тон (3381 фунтов) грузов. Была заменена ещё одна аккумуляторная батарея в модуле «Заря». После зарядки, все батареи нормально функционировали. Астронавты также установили детекторы дыма и воздушные фильтры.
Командир «Атлантиса» Джеймс Халселл и пилот Скотт Хоровиц 27 раз в течение часа включали двигатели шаттла и подняли орбиту всего комплекса почти на 16 км (10 миль). В последующие дни орбита станции будет поднята ещё дважды. После этих операций орбита станции поднялась до 370 км (233 мили).
В 3 часа 21 минуту астронавты провели пресс-конференцию для радио и телевизионных станций США.
Параметры орбиты МКС и шаттла составляли 350×340 км (219×212 мили), период обращения — 91 минута.

### 25 мая (седьмой день полёта)
С 20 часов 41 минуты 24 мая до 12 часов 11 минут 25 мая.
Астронавты продолжили перенос материалов и оборудования на станцию. Была заменена четвёртая и последняя из намеченных к замене аккумуляторных батарей в модуле «Заря».
Астронавты установили в станции велотренажёр.
Командир «Атлантиса» Джеймс Халселл и пилот Скотт Хоровиц провели вторую коррекцию орбиты комплекса. Орбита была поднята ещё на 15 км (9 миль).

### 26 мая (восьмой день полёта)
С 20 часов 11 минут 25 мая до 26 мая.
Астронавты завершили переноску грузов из шаттла на станцию. Была проведена третья коррекция орбиты комплекса. Экипаж начал подготовку к закрытию люков станции и расстыковке, которая была запланирована на 23 часа 7 минут 26 мая.
В 5 часов 23 минуты астронавты Хелмс и Усачев начали закрывать люки станции. Последний люк был закрыт в 8 часов 4 минуты. В это время комплекс находился на высоте 376 км (234 мили) над Красным морем.
В общей сложности астронавты шаттла провели в станции 3 суток 8 часов и 1 минуту, в течение которых были открыты люки в станцию.
В 23 часа 3 минуты шаттл отстыковался от МКС. Шаттл и станция находились в состыкованном состоянии 5 суток 18 часов 32 минуты. Шаттл сделал пол-оборота вокруг станции.
После отхода шаттла, орбита станции имела следующие параметры: 383×370 км (238×230 миль), период обращения 92 минуты.
В 23 часа 41 минуту были включены двигатели шаттла и он покинул станцию.

### 27 мая (девятый день полёта)
С 20 часов 41 минуты 26 мая до 12 часов 11 минут 27 мая.
Астронавты готовились к возвращению на Землю. В 3 часа 41 минуту была проведена пресс-конференция экипажа с журналистами, которые собрались в американском и российском центрах управления полётами.
Шаттл удалялся от станции на 11 км (7 миль) за каждый виток вокруг Земли. Посадка была назначена на 5 часов 20 минут 29 мая.
Шаттл имел две возможности приземления на космодроме во Флориде 29 мая. Первая возможность в 6 часов 20 минут (включение тормозного двигателя в 5 часов 16 минут), вторая возможность в 7 часов 56 минут (включение тормозного двигателя в 6 часов 53 минуты).

### 28 мая (десятый день полёта)
С 20 часов 11 минут 27 мая до 12 часов 11 минут 28 мая
Астронавты готовились к возвращению на Землю, проверяли системы шаттла, укладывали вещи и инструменты.

### 29 мая (одиннадцатый день полёта)
С 20 часов 11 минут 28 мая до 6 часов 20 минут 29 мая.
Шаттл «Атлантис» успешно вернулся на Землю 29 мая 2000 года.
В 1 час 13 минут началась подготовка к торможению и спуску с орбиты. В 2 часа 33 минуты был закрыт грузовой отсек шаттла. В 3 часа 49 минут астронавты надели свои скафандры и в 4 часа 13 минут заняли свои места в креслах.
В 4 часа 49 минут экипаж получил разрешение на приземление. Тормозной двигатель был включён в 5 часов 12 минут. Тормозной двигатель отработал 3 минуты и 5 секунд. В 6 часов 20 минут шаттл «Атлантис» приземлился на посадочную полосу 15 в космическом центре им. Кеннеди во Флориде. Продолжительность полёта составила 9 суток 20 часов 9 минут 7 секунд.